# Un ciclone in famiglia
Un ciclone in famiglia è una serie televisiva italiana diretta da Carlo Vanzina ed andata in onda su Canale 5 dal 2005 al 2008. È composta da quattro stagioni.

## Ambientazione
La località principale è Menaggio, cittadina situata sul Lago di Como, ma alcune scene sono state girate in alcuni paesini quali Itri e Sermoneta. Altre scene sono state girate in numerose località straniere: Sudafrica e Monaco di Baviera (durante la prima stagione), Austria e Polinesia (a cavallo tra la prima e la seconda stagione), Praga, Grecia, San Pietroburgo, Monte Carlo e Spagna (durante la seconda stagione), India, Scozia ed Austria (nel corso della terza stagione), infine Svizzera, Amsterdam, Costa Azzurra, Belgio, Norvegia e Francia (nel corso della quarta stagione).

## Episodi
| Stagione         | Episodi | Prima TV |
| ---------------- | ------- | -------- |
| Prima stagione   | 4       | 2005     |
| Seconda stagione | 6       | 2006     |
| Terza stagione   | 4       | 2007     |
| Quarta stagione  | 4       | 2008     |

## Trama
In questa serie televisiva si raccontano le vicende dell'allargata famiglia Fumagalli, residente al lago di Como, più precisamente a Menaggio, che si imparenta con le famiglie Dominici ed Esposito, avendoli come consuoceri.

### Prima stagione
La famiglia comasca Fumagalli, composta da Lorenzo, Tilly e le figlie Lisa, Ludovica e Lauretta, è in vacanza in Canada dove conosce la famiglia romana Dominici, composta da Alberto, Simonetta e i figli Adriano e Alessio. I figli maggiori non sono in Canada con le famiglie (l’universitaria Lisa è a Monaco di Baviera e il surfista Adriano è alle Hawaii), ma i loro fratelli secondogeniti e adolescenti si iniziano a relazionare. Ludovica infatti s'innamora subito di Alessio e viceversa e per lui lascia il fidanzato motociclista Ivan, malvisto da Lorenzo. Lei rimane incinta e si sposano e successivamente nasce Lorenzino, chiamato come il papà della sposa. Purtroppo nel frattempo Alberto, che prima aveva un negozio di moda, fallisce e va a vivere ospite nella villa di Lorenzo, che possiede un cinema Multiplex. Però, durante il viaggio di nozze in Polinesia, Alessio tradisce Ludovica con un'altra. Lei, dopo una lunga riflessione, decide di perdonarlo proprio alla nascita di Lorenzino e i due vanno con le rispettive famiglie in vacanza in Sardegna. Qui, però lui ci ricasca e tradisce Ludovica con un'altra ragazza. Allora Ludovica decide di chiedere la separazione ma, durante l'udienza in tribunale, Alberto viene colto da un infarto e loro due decidono di tornare insieme.
Quando tutto sembra andare bene, a Monaco di Baviera Ludovica conosce il Principe Hubertus Von Taxis e s'innamora di lui, lasciando Alessio, ma si accorgerà presto di essersi innamorata di un ubriaco e violento che in realtà non ci tiene a lei. Dopo di lui lei si fidanza con il napoletano Paolo, storia che finisce perché si scopre che lui, dicendo di essere un consulente finanziario, è in realtà un truffatore che fa fallire Lorenzo. Allora decide di lasciare perdere gli uomini per sempre. Nel frattempo la famiglia Dominici si trasferisce in Sudafrica aprendo un grande albergo e assumono Lorenzo, trasferitosi lì con Tilly, come aiutante. La stagione si conclude con il ritorno dalla California di Lisa con Adriano, incontratisi lì per caso, i quali si sono fidanzati e sono in procinto di sposarsi, poiché Lisa annuncia che aspetta un bambino da lui.

### Seconda stagione
Adriano e Lisa si sposano e i Dominici tornano dal Sudafrica investendo nella compravendita di una società a Roma e Lorenzo lavora da lui come tuttofare; fino a quando non vince 3 milioni di euro con un terno al lotto riacquistando la sua villa che aveva venduto subito dopo il fallimento del multiplex. Allora Lorenzo apre un negozio di DVD. Lisa torna a casa Fumagalli, dopo aver scoperto che il marito Adriano l'aveva tradita con la segretaria Moira. Pochi mesi dopo nasce suo figlio Ambrogino, chiamato come il Patrono di Milano, e Lisa perdonerà qualche mese dopo il marito. Ludovica fa la modella e diventa amica di India, una sua collega scoprendo insieme che è sua sorella, figlia di Lorenzo e di un'ex hippy, Bambi. Allora Tilly, convinta che Lorenzo e Bambi sono amanti da più di vent'anni, caccia di casa Lorenzo e prende le redini del negozio di DVD. Stessa cosa accade ad Alberto, quando la segretaria Moira entra nel suo ufficio seducendolo e Simonetta pensa che lui la stia tradendo con la segretaria, e anch'essa prende le redini dell'azienda di famiglia. Dopo aver perdonato i rispettivi mariti, capendo l'incomprensione, Lorenzo e Alberto scoprono che le loro due attività sono fallite a causa della leggerezza delle mogli.
Alessio Dominici si trasferisce con la nuova fidanzata in Sudafrica. India, in servizio con Ludovica in Spagna, conosce Antonio, suo futuro fidanzato. Lorenzo e Tilly, dopo il fallimento, decidono di aprire un bed and breakfast nella loro villa assumendo Alberto e Simonetta, lui come aiutante e lei come cuoca con Tilly. La nuova attività chiude poco dopo, dopo avere scoperto che sono più le uscite che le entrate. Allora Lorenzo e Alberto acquistano il ristorante Miralago e assumono Adriano come parcheggiatore. Qui, all'inaugurazione, Ludovica rincontra Roby, un suo vecchio amico dei tempi delle superiori anche lui separato con un figlio, e si fidanza con lui. India rimane incinta. Quando i coniugi Fumagalli e Dominici vanno in Austria in una beauty farm per cercare di perdere peso, conoscono i coniugi napoletani Peppino e Margherita Esposito. Alberto e Lorenzo litigano subito con Peppino, un uomo preciso, puntiglioso, serio e pignolo trovandolo antipatico e saccente.
A Natale, quando Antonio, il fidanzato di India, vuole presentare ai Fumagalli e ai Dominici i suoi genitori, scoprono che questi sono proprio i coniugi napoletani che hanno conosciuto in Austria. Intanto Adriano e Lisa si trasferiscono ai Caraibi con Ambrogino. Dopo la nascita di Luigino, il figlio di Antonio e India, chiamato come il padre di Peppino, quest’ultimo, per fare bella figura con il suo capo, lo invita casa Fumagalli; ma un cugino delinquente di Peppino rovina tutto facendosi arrestare proprio nella villa. Credendo che ad aver chiamato i carabinieri sia stato Peppino, per vendicarsi dà fuoco al ristorante Miralago, facendo fallire di nuovo Fumagalli e Dominici. Allora Peppino e Margherita, per sdebitarsi con le due famiglie, vendono la loro villa e vanno ad abitare da Lorenzo e Tilly. Oltre ad aver perso il lavoro tutti e sei i coniugi, perde il lavoro anche Antonio, poiché l'agenzia per la quale lavorava ha chiuso per fallimento però, grazie al Sindaco, Lorenzo, Alberto e Peppino iniziano a lavorare come vigili ausiliari di Menaggio, ma vengono licenziati sempre a causa di Peppino, che fa una multa alla moglie del Presidente della Regione.
Allora le tre coppie di consuoceri aprono un'attività di catering. In seguito Peppino riceve da un suo zio un'eredità di 5 milioni di dollari e, dopo che Lorenzo e Alberto gli rinfacciano un conto di 2 milioni e mezzo di euro di debiti con loro, lui scappa con l'eredità e gira l'Europa tra alberghi di lusso e donnine, abbandonando così Margherita, che, dopo averla rifiutata, cerca di rifarsi una vita con un marchese, nuovo vicino di casa dei Fumagalli, andando a vivere da lui. Nel frattempo Ludovica si lascia con Roby perché lui è tornato dalla sua ex moglie perché quest'ultima lo ricattava nel senso che non gli faceva più vedere il figlio. Una notte, Lorenzo riceve la telefonata di Peppino dalla Russia che lo prega di aiutarlo: è finito in mano agli strozzini perché è pieno di debiti giocandosi tutta l'eredità. Allora lui lo aiuta vendendosi gli orecchini che aveva regalato a Tilly per il venticinquesimo anniversario di matrimonio. Lì, in Russia, salvano per caso un grande imprenditore che, per ringraziare i tre consuoceri, li assume nella sua grande impresa italiana però, Peppino non è contento per niente, anzi è caduto in depressione perché Margherita non torna; ma nulla è perduto: quest'ultima scopre che il marchese, che in realtà marchese non era, le ha rubato tutto lasciandola; allora torna con Peppino.
I guai non sono finiti: Antonio e India si lasciano, però prendendosi una lunga pausa di riflessione, e lei torna a vivere dalla madre a Roma con Luigino e lui comincia a fare il pony express a Milano. Tilly inizia a fare la volontaria in ospedale e presenta a Ludovica Francesco, volontario anche lui. Quando l'attività di Lorenzo (il presidente dell'azienda), Alberto e Peppino inizia ad andare a gonfie vele, il loro grande superiore viene arrestato per associazione mafiosa e quindi questi perdono il lavoro, e anche Lorenzo è indagato, dato che era lui che firmava assegni poiché era il presidente; però verrà presto assolto. Antonio e India si rimettono insieme. Francesco viene presentato da Ludovica a tutta la sua famiglia e a sua volta lui fa la stessa cosa con lei, portandola in Toscana a presentarle il padre, qui lei scopre di essersi fidanzata con un erede miliardario il cui padre possiede un'immensa catena di vini, e non solo: scopre anche che Francesco è il fratello di India da parte di madre. Francesco e Ludovica si sposano e il padre di lui regala a Lorenzo un assegno milionario e con questo lui paga le sue pendenze dell'azienda nelle quali era il presidente in cui era stato negativamente coinvolto. Peppino, per sdebitarsi con i consuoceri, affitta una barca con una parte dell'eredità dello zio che aveva messo da parte e si fanno un grande giro. La stagione si conclude con la telefonata di Bambi e India che annunciano a Lorenzo che quest'ultima si sposerà finalmente con Antonio, ma le emozioni per il Fumagalli non sono finite: Tilly gli confida di essere per la quarta volta incinta.

### Terza stagione
Lorenzo e Tilly aspettano il loro quarto figlio. Peppino ha preso in gestione l'edicola di Giuanìn, l'edicolante del paese, che è andato in pensione e Alberto è diventato proprietario di una macelleria e Simonetta ne diviene la cassiera. Adriano, Lisa e Ambrogino tornano a Menaggio per sempre. Ludovica vive in Toscana con Francesco, fino al suo ritorno in casa Fumagalli perché il marito è in Germania per affari. Antonio e India decidono di sposarsi, sotto consiglio di Bambi, in India con il rito nuziale del luogo. Allora i coniugi Fumagalli, Esposito e Dominici, Ludovica, Lisa, Lauretta, Adriano, Francesco, Bambi e ovviamente Antonio e India partono per l'India per una cerimonia intima. Lì, poco dopo il loro matrimonio Tilly partorisce la piccola Lucia. Tornati a Menaggio, la Tata dice a Lorenzo che non può più lavorare da lui perché deve tornare alla Spezia dalla sua mamma che si è rotta un femore. Dopo di lei arriva Felicitè, ma non è adeguata al suo ruolo; e infine arriva Ramona Popescu, ex contessa che conosceva Simonetta ai tempi dell'impresa russa quando lei faceva la cameriera nell'albergo dove alloggiavano Lorenzo, Alberto e Peppino. Lorenzo scopre che tutti gli assegni che aveva incassato per l'affitto del suo ex negozio di DVD erano tutti scoperti; allora decide di cederlo a India, Lisa e Ludovica per fare lì un bazar orientale.
Adriano viene assunto nella macelleria del padre e stessa cosa accade con Antonio, che viene assunto da Peppino in edicola. Dopo la nascita della piccola Lucia, Lauretta si sente trascurata e Lorenzo, per accontentarla, la porta a visitare il Castello di Harry Potter in Scozia. E, poiché non si trova bene economicamente, offrono tutto Alberto e Peppino, che partono con le rispettive mogli, Lorenzo, Tilly e Lauretta. Lì, Lauretta dopo avere bevuto una pozione (anche se finta), sa suonare “magicamente” il pianoforte in una maniera pazzesca. Dopo che la sente un grande manager musicale, quest'ultimo convince Lorenzo a partire per Salisburgo per fare partecipare la ragazzina in un importante concorso musicale. Mentre sono lì, Ludovica vede Francesco con la sua segretaria, s'ingelosisce e ci litiga. Il concorso di Lauretta va a finire male: questa, durante l'esibizione, decide che non vuole più diventare una grande pianista, ma vuole fare la ragazzina di dodici anni come le altre. Quando tutto sembra andare male, un'arredatrice americana entra nel bazar delle ragazze Fumagalli e compra molte cose per arredare le nuove ville sul Lago di Tom Cruise e di Brad Pitt e Angelina Jolie. Francesco va a casa Fumagalli e dice a Ludovica che ha lasciato il lavoro con il padre che si è molto arrabbiato e l'ha anche diseredato e quindi è in attesa di un nuovo lavoro e tornano insieme. Lorenzo si ammala di orecchioni, cosa che accade anche ad Alberto e Peppino, e vanno ad abitare momentaneamente in una delle dépendance di casa Fumagalli per evitare i contagi.
Dopo la guarigione però è Tilly che si ammala: è affetta da una depressione post-partum, che le è venuta dopo la nascita di Lucia. Un'altra brutta notizia è la fuga di Simonetta che lascia Alberto per andare in India a meditare. Allora Lorenzo decide di andare con Alberto in Tibet a cercare Simonetta e decide di andarci anche Tilly, che guarisce dalla depressione. Arrivati in India, a causa di un grosso equivoco, pensano che Simonetta abbia un “amante brizzolato, tipo Flavio Briatore” e seguono la donna con la moglie bolognese, incontrata lì per caso che cercava anche lei il marito di questo signore fuggito anche lui dalla rispettiva moglie; ma alla fine non sarà così, a causa dello scambio di Simonetta con un'altra donna. In India Alberto conosce una massaggiatrice tailandese che lavora nell'albergo dove lui alloggia con Lorenzo e Tilly e ha una relazione con lei.
Quando finalmente trovano Simonetta, questa dice di non voler tornare dal marito a fare la solita noiosa vita dietro alla cassa di una macelleria e che, se Alberto vuole che torni davvero debba: fare sì che non stia più dietro la cassa della macelleria, eliminare carne, partite di calcio, camere separate (causa rutti e peti del marito) e mettersi a dieta. Alberto accetta a malincuore la promessa. Tilly, per dare una scossa alla sua vita, sceglie di tornare all'università per terminare gli ultimi due anni che le rimasero quando era più giovane e Lorenzo di imparare a usare il computer, prendendo costose ripetizioni da Lauretta, ma getterà la spugna poco dopo. Le tre sorelle Fumagalli decidono di chiudere il bazar orientale e aprire un'enoteca con Francesco, Adriano e Antonio. La tailandese con cui ha avuto un flirt Alberto si presenta da quest'ultimo dicendogli di lasciare la moglie siccome quando erano in India, le propose di farlo e far fare a lei la signora. Allora lui, per paura che lei va dalla moglie a raccontarle tutto, inscena con Simonetta che la ragazza è l'amante di Peppino e lei la assume come cameriera in casa. Tilly aiuta un suo compagno di università, Giacomo, a conquistare una ragazza che a lui piace molto.
Una sera quando torna a casa dall'università con quest'ultimo, Lorenzo s'ingelosisce sentendo Giacomo leggere a Tilly una lettera che avrebbe dato alla ragazza amata. Allora Lorenzo, per cercare di dare un pugno a Giacomo, cade dicendo di aver perso la memoria. Alberto e Peppino decidono di trovare un uomo per la tailandese per togliersela dai piedi e quindi, incontrando un uomo appassionato della Tailandia, lo convince a conoscere la tailandese con un appuntamento in pizzeria ma, qualcosa va storto: l'uomo in pizzeria trova la moglie con l'amante e va via e quindi la tailandese resta a cena con Peppino, diventando la sua vera amante. Il padre di Francesco aiuta ad aprire l'enoteca dei ragazzi riappacificandosi con il figlio. Dopo vari tentativi per far tornare la memoria a Lorenzo da parte di Tilly, i due decidono di tornare a Parigi dove trascorsero la loro prima luna di miele. Accidentalmente è la stessa cosa che fanno anche Peppino e, la sua amante tailandese, approfittando che Margherita è a Lourdes con la parrocchia, e Alberto e Simonetta però, mentre Margherita è a Lourdes, le arriva un messaggio dove “un amico” le scrive che il marito la sta tradendo con un'altra a Parigi e allora parte, ma Peppino riesce a non farsi scoprire lo stesso e scopre che il messaggio lo ha mandato Alberto, un po' per fastidio e un po' per gelosia.
Ad una cena con i coniugi Dominici ed Esposito, Lorenzo rivela a Tilly di aver fatto finta di aver perso la memoria per vedere se lei teneva davvero al marito e Simonetta di aver finto di fare “l'orientale buddhista”. Il giorno seguente la tailandese va via con un barone, facendo la “signora” con lui. Successivamente, Adriano comunica a tutti che parteciperà al Grande fratello, mettendo alla prova la sua fedeltà e vincerà ma, le sorprese non finiscono qui: il Sindaco di Menaggio amico di Lorenzo lo mette in lista con lui alle elezioni politiche. La stagione si conclude con la nomina di Lorenzo a onorevole.

### Quarta stagione
Lorenzo è onorevole al Parlamento Italiano, a Montecitorio e quindi deve fare il tragitto Menaggio-Roma. Lorenzo scopre subito che il mondo della politica è un mondo poco pulito, fatto di compromessi, raccomandazioni e sporcizie, grazie anche alla conoscenza di due suoi colleghi deputati. Adriano è sempre in giro per l'Italia tra autografi, foto e ospitate, e Lisa è molto preoccupata e gelosa. L'enoteca dei ragazzi di casa Fumagalli ha diversi problemi: non si riesce ad aprire, e allora Ludovica si fa assumere come hostess, India s'impegna a ospitare poveri per la mensa in villa Fumagalli, Francesco torna dal padre per aiutarlo a vendere il suo vino, il Chianti, e Antonio si assume come custode di casa Fumagalli con i bambini, e nel frattempo scopre di essere un campione di golf.
Alberto affida a Lorenzo Oscar, un suo nipote ex ladro che ha deciso di mettere la testa a posto, come autista personale. Questo però combina dei danni al neo-onorevole: fa credere a una ragazza che gli piace di essere lui l'onorevole Fumagalli e che, invece, Lorenzo sia l'autista Oscar. Nel frattempo arrivano a Roma da Menaggio Alberto e Peppino, che convincono Lorenzo a investire su un affare su dei maxi-ortaggi che, secondo loro, farà fruttare un sacco di soldi però, il progetto non è realizzabile in Italia, perché non è ancora legale, e quindi partono per Bruxelles per convincere un funzionario del Parlamento europeo ad approvare il progetto. Questo allora decide di approvarlo solo a una condizione: di farlo uscire con la fidanzata di Oscar. Essi però, per non creare ulteriori problemi con l'autista, partono per Amsterdam per cercare qualche ragazza di facili costumi da presentare al funzionario belga sostituendola alla fidanzata di Oscar. Il piano però fallisce: non solo un signore italiano fotografa Lorenzo mentre paga una ragazza in vetrina, ma loro scoprono che la ragazza di Oscar, dopo averlo lasciato perché ha scoperto tutto sulla vera identità dell'autista, si era messa col funzionario da sola.
Ma i guai non sono finiti: l'onorevole Lorenzo è ricattato da un fotografo, che, se Lorenzo non gli darà 500000 €, pubblicherà il video scottante in televisione. Lorenzo e Oscar, da buon ex ladro, s'introducono di nascosto nello studio fotografico rubando il video, ma, per la strada che va verso la loro macchina, inciampano su un mercatino di extracomunitari cadendo per terra. Arriva la polizia, e gli extracomunitari scappano, dato che è reato vendere merce pirata. Lorenzo e Oscar cercano il filmino, caduto in mezzo a tutti i DVD pirata, ma vengono sottratti in arresto. Qui però Lorenzo scopre che il giudice che li interroga è il nuovo fidanzato di Bambi, che li scagiona. Lorenzo, tornato a Menaggio, decide di lasciare la politica e restare in famiglia. Adriano, al suo ritorno da Roma, dice a tutti che ha comprato il DVD del nuovo film di Shrek non ancora uscito in DVD originale, e quindi pirata. Appena s'inserisce il DVD nel lettore, Lorenzo capisce che quello è il filmino che lo incrimina, ma riesce subito a toglierlo, evitando i dubbi della famiglia sulla sua buona fede. Successivamente, Alberto e Peppino scambiano momentaneamente la casa di Lorenzo e Tilly con un'altra all'estero, come uno scambio alla pari. Solo che al ritorno dei consuoceri, si scopre che gli stranieri hanno messo sottosopra l'intera villa Fumagalli e quindi Lorenzo ingaggia i due consuoceri a rimettere tutto in ordine com'era prima.
Lorenzo scopre di avere un fratello molto ricco in Costa azzurra identico a lui: Bebo Marangoni, che lo mette in mezzo ai guai per stare con la sua amante promette al fratello la somma di 100000 € in cambio che Lorenzo si trasferisca lì e vesta i suoi panni stando con la moglie Sabrina e lui a Menaggio al posto di Lorenzo stando con l'amante in vacanza sul Lago di Como. Allora i due consuoceri pensano subito che Lorenzo tradisca Tilly con l'amante e, innervositi dalla grande somma che devono ridare a Lorenzo per i danni subiti alla villa dagli stranieri, ricattano Bebo (pensando di ricattare Lorenzo) della cifra di 100000 € in cambio del silenzio con la moglie Tilly, che nel frattempo fa successo iniziando a scrivere libri per bambini di Sognolino, un personaggio da lei inventato. Alla fine viene tutto a galla e si risolve tutto con Lorenzo che cancella dalla sua vita il fratello Bebo. Adriano parte per l'Argentina per girare una fiction. Lauretta viene rimandata in Lingue e quindi Lorenzo la manda in Svizzera in un collegio per imparare le lingue. Qui conosce la contessa Sforza, che lo sfrutta con il suo essere snob mettendolo in mezzo a dei guai. Tilly continua a scrivere i libri di Sognolino, arrivando fino al terzo capitolo. Lei, per capire se il marito la ama ancora, chiama l’ex moglie di Bebo, il fratello di Lorenzo, e le chiede di provarci con lui, ma lui non ci casca e Tilly capisce finalmente che la ama ancora. Adriano è ancora in Argentina a girare la fiction.
Simonetta viene ingaggiata da un famoso stilista come direttrice d'azienda assumendo Margherita come sua segretaria personale, ma poi molla tutto perché ha capito il reale ambiente. Antonio assume suo padre come suo agente e diventa sempre più campione di golf. Lisa lascia Adriano tendendogli una trappola per provare la sua fedeltà e scopre di avere ragione quando s'incontra con una ragazza per il primo appuntamento; ma quando quest'ultimo va in albergo per conoscerla con un mazzo di rose in mano, scopre che la ragazza misteriosa è Lisa. Anche Ludovica lascia Francesco perché lo trova a cena con la collega Ingrid. La stessa cosa accade anche tra Antonio e India, che si lasciano perché scoprono di non essere fatti l'uno per l'altra. Si lasciano anche Nicola e Bambi, che la lascia per la contessa Sforza. Si conclude tutto con i Fumagalli, i Dominici e gli Esposito che non sono più consuoceri e i primi partono con il camper e tutto finisce com'è cominciata la serie: in vacanza sulle montagne le figlie di Lorenzo (Lisa, Ludovica, India e Lauretta) simpatizzano con Domenico, Rosario, Tancredi e Tanuzzo, ovvero i quattro figli del poliziotto siciliano che aveva arrestato Lorenzo quand’era onorevole, ma il capofamiglia delle Fumagalli se ne scappa per evitare nuovi consuoceri e nuovi cicloni. 

## Personaggi

### Personaggi principali
- Lorenzo Fumagalli (stagioni 1-4), interpretato da Massimo Boldi. È il capofamiglia dei Fumagalli e possiede un cinema multisala [il Multiplex]. È sposato con Tilly ed ha avuto cinque figlie (Lisa, Ludovica, India, Lauretta e Lucia). In paese è famoso per essere un taccagno ed è affetto da una presunta tachicardia ogni qualvolta accade qualcosa di spiacevole.
- Alberto Dominici (stagioni 1-4), interpretato da Maurizio Mattioli. È il capofamiglia dei Dominici ed è un uomo molto caloroso. È sempre molto gentile con la sua famiglia e con gli amici. Lorenzo si lamenta continuamente di lui per le sue continue esternazioni di affetto, talvolta parecchio invadenti.
- Matilde "Tilly" Beretta in Fumagalli (st. 1-4), interpretata da Barbara De Rossi, è la moglie di Lorenzo; spesso litiga con il marito per il suo carattere, è una grande cuoca, famoso il suo risotto al radicchio. Ha un carattere dolce e spesso è l'unica che riesce a sciogliere Lorenzo.
- Simonetta Ricasoli della Ghirlandaia in Dominici (st. 1-4), interpretata da Monica Scattini, è la moglie di Alberto. Di origini toscane, è molto elegante e talvolta snob; si lamenta, come l'amica Tilly, del carattere del proprio marito. È anche un'ottima cuoca.
- Lisa Fumagalli (st. 2-4, ricorrente 1), interpretata da Benedetta Massola, è la primogenita dei Fumagalli; studiava legge in Germania, a Monaco di Baviera, si innamora di Adriano (primogenito dei Dominici) e da lui aspetta un bambino, Ambrogino. Poi stanno un periodo dai genitori e a metà serie si trasferiscono stabilmente ai Caraibi e dove decide di fare l'insegnante per stare vicino al figlio. Si ritrasferiranno a Menaggio a inizio 3ª stagione e si lasceranno a fine della 4ª stagione.
- Ludovica "Ludo" Fumagalli (st. 1-4), interpretata da Sarah Calogero, è la secondogenita dei Fumagalli; durante la vacanza in Canada conosce Alessio Dominici e per lui lascia il fidanzato italiano Ivan, che tra l'altro non piaceva al padre. Viene tradita due volte dal marito, ma lo perdona di nuovo e quando sembra andare per il meglio lei alla festa di laurea di Lisa a Monaco si invaghisce del Principe Hubertus Von Taxis e poi di Paolo. Nella seconda serie, si fidanza con un ragazzo che già conosceva, Roberto, che ha anche lui un figlio ma poi egli finisce per tornare con la ex-moglie che lo minaccia di non fargli vedere più il bimbo; poi si sposerà con un ragazzo di buona famiglia di nome Francesco, il cui padre è un imprenditore nel campo del vino, ma finirà per separarsi anche da quest'ultimo.
- Laura "Lauretta" Fumagalli (st. 1-4), interpretata da Carlotta Mazzoleni, è la figlia più piccola di Lorenzo, prima dell'arrivo di Lucia. Pur avendo solo nove anni dimostra di essere molto scaltra, maliziosa e coglie sempre l'occasione di arricchirsi facendo dei ricatti quando c'è qualcosa di importante che lei sa, e di aver ereditato la cupidigia del padre. Talvolta si dimostra più intelligente degli adulti. Nella terza serie scopriamo che è dotata di un talento eccezionale nel pianoforte, ma rinuncia alla fama internazionale per continuare a vivere come tutti gli altri bambini.
- Adriano Dominici (st. 2-4, guest 1), interpretato da Michele Bella, è il primogenito di Alberto, ama il surf che poi insegna ai Caraibi quando si trasferisce con la moglie Lisa (primogenita dei Fumagalli) e il figlio Ambrogino. Dopo il ritorno in Italia con Lisa, i due si lasceranno alla fine della 4ª stagione.
- Alessio Dominici (st. 1, guest 2), interpretato da Edoardo Natoli, è il secondo e ultimogenito dei Dominici, in Canada si innamora di Ludovica che poi tradisce in viaggio di nozze ma poi lo perdona il giorno della nascita del piccolo Lorenzino ma poi in vacanza in Sardegna la tradisce nuovamente e durante la sentenza di divorzio viene un infarto ad Alberto e per compassione Ludovica e Alessio tornano insieme e quando sembra andare tutto per il meglio Ludovica durante la festa di laurea di Lisa a Monaco si invaghisce prima del Principe Hubertus Von Taxis e poi di Paolo rompendo così definitivamente la loro storia.
- Lorenzo "Lorenzino" Dominici (st. 1-4), interpretato da Thomas Pezziardi, è il figlio di Ludovica e Alessio, quindi nipote di Lorenzo, Tilly, Alberto e Simonetta.
- Giuseppe "Peppino" Esposito (st. 2-4), interpretato da Carlo Buccirosso, è il padre del fidanzato di India e perciò il consuocero di Lorenzo. Napoletano di origine, ma residente al nord, è estremamente pignolo e talvolta paranoico, ma anche divertente a modo suo. Compare per la prima volta nella seconda serie durante il breve soggiorno delle due famiglie Dominici e Fumagalli in una clinica dimagrante in Austria, e avrà una serie di accesi dissapori con Lorenzo e Alberto ma alla fine i tre diverranno inseparabili.
- Margherita Esposito (st. 2-4), interpretata da Margherita Antonelli (st. 2) e da Luciana Ussi Alzati (st. 3-4), è la moglie di Peppino. Stringerà una immediata e forte amicizia sia con Tilly che con Simonetta ma, a differenza di queste, è incapace di cucinare.
- India Fumagalli (st. 2-4), interpretata da Virginie Marsan, è la figlia di Lorenzo, modella che abita con Ludovica, si fidanza con Antonio, il figlio degli Esposito e dalla loro relazione nasce un bambino, Luigino, si lasceranno anche loro a fine della 4ª stagione.
- Antonio Esposito (st. 2-4), interpretato da Paolo Stella, è il figlio di Peppino e Margherita, nonché ex marito di India, e padre di Luigino, si lasceranno con India a fine della 4ª stagione.
- Barbara "Bambi" (ricorrente st.2-4), interpretata da Mita Medici, è una ex-hippy, la quale ha avuto un flirt con Lorenzo, dal quale è nata India.
- Ambrogino Dominici (st. 2-4), interpretato da Charlotte Pezziardi, è il figlio di Lisa e Adriano, quindi nipote di Lorenzo, Tilly, Alberto e Simonetta.
- Francesco (st. 3-4), interpretato da Mirko Batoni, è il secondo marito di Ludovica e fratello di India da parte di madre. Il padre è un grande viticoltore, ma lui è astemio e non ama questo mondo ed infatti fa il volontario in ospedale, ma alla fine della 4ª stagione si lasceranno.
- Luigi "Luigino" Esposito (st. 3-4), interpretato da Giuseppe Romano, è il figlio di India e Antonio, quindi nipote di Lorenzo, Bambi, Peppino e Margherita.
- Lucia Fumagalli (st. 4), è la figlia più piccola di Lorenzo e Tilly, sorella di Ludovica, Lisa, India e Lauretta, zia di Lorenzino, Ambrogino e Luigino (anche se più piccola di loro).

### Personaggi secondari
- Principe Hubertus Asburgo Von Taxis (ricorrente stagione 1), interpretato da Aom Flury. Diventa il fidanzato di Ludovica nel corso della prima stagione. I due si lasceranno dal momento che lui si rivelerà essere violento e alcolizzato.
- Paolo (ricorrente stagione 1), interpretato da Andrea Piedimonte. Diventa il fidanzato di Ludovica nel corso della prima stagione. I due si lasceranno poiché lui si rivela essere un truffatore che diceva di essere un consulente finanziario.
- Giovanna Dominici (ricorrente stagioni 1-2), interpretata da María Dolores Genolini. È la zia di Alberto Dominici.
- Tata (ricorrente stagioni 1-3), interpretata da Lucia Scalera. È la tata della famiglia Fumagalli ed è originaria di La Spezia. Lavora per Lorenzo e Tilly sin dalla nascita della loro primogenita Lisa. Precedentemente ha lavorato per una famiglia di nobili.
- Giovanni "Giuanìn" (ricorrente stagioni 1-3), interpretato da Marino Guidi. È il giornalaio di Menaggio e sa sempre tutto di tutti, tanto è vero che Lorenzo lo chiama lingua profonda. Quando va in pensione, vende la sua edicola a Peppino Esposito.
- Francesco, il Sindaco di Menaggio (ricorrente stagioni 1-4), interpretato da Gian. È un amico di Lorenzo, il quale ne approfitta spesso per chiedergli favori, promettendogli in cambio i voti di tutta la sua famiglia.
- Avvocato "Tigre" Roberti (ricorrente stagioni 1-4), interpretato da Gianni Parisi. È il fedele avvocato della famiglia Fumagalli. La maggior parte delle volte si dimostra più truffaldino delle persone che persegue, pretendendo parcelle al limite della legalità, specialmente quando sono coinvolte le famiglie protagoniste.
- Ramona Popescu (stagioni 2-4), interpretata da Maria Bolignano. È la colf rumena della famiglia Fumagalli: si tratta una nobile decaduta a causa dell'avvento del comunismo in Romania.
- Roberto [Roby] (stagione 2), interpretato da Edoardo Sala. È il fidanzato di Ludovica durante la seconda stagione. I due si lasceranno perché lui decide di ritornare con la sua ex moglie.
- Direttore (ricorrente st.2, guest 4), interpretato da Mario Zucca. È il direttore della compagnia assicurativa per cui lavora Peppino Esposito.
- Paul (stagioni 2, 4), interpretato da Paolo Triestino. È il parrucchiere omosessuale conosciuto da Tilly e Simonetta ad un corso di tango.
- Olivier (stagioni 2, 4), interpretato da Nicola Pistoia. È il visagista omosessuale conosciuto da Tilly e Simonetta ad un corso di tango.
- Giovanni, (guest st. 2), interpretato da Enio Drovandi, è il fattore che lavora per l'azienda vitivinicola del padre di Francesco
- Mei Lin (ricorrente stagione 3), interpretata da Hu Ting-ting. È una massaggiatrice thailandese conosciuta da Lorenzo e Alberto in un hotel della Thailandia, mentre i due sono alla ricerca di Simonetta. Diventerà l'amante prima di Alberto e poi di Peppino. Deciderà di lasciare entrambi a causa delle loro promesse non mantenute e si metterà insieme ad un benestante parigino.
- Oscar Diamante (ricorrente stagione 4), interpretato da Enzo Salvi. È l'autista di Lorenzo quando questi diventerà parlamentare a Roma, inoltre è anche il nipote di Alberto.
- Umberto "Bebo" Marangoni (stagione 4), interpretato da Massimo Boldi. È il fratello identico di Lorenzo da parte di padre, si chiama Umberto proprio come il padre di Lorenzo.
- Sabrina Marangoni (stagione 4), interpretata da Loredana De Nardis. È la moglie di Bebo Marangoni, il fratellastro di Lorenzo.
- Nicola Lojacono (ricorrente stagione 4), interpretato da Antonio Stornaiolo. È un giudice, membro del circolo del golf frequentato da Antonio Esposito. È anche il fidanzato di Bambi. La lascerà a fine stagione per mettersi con la Duchessa Sforza, inizialmente sua indagata.
- Duchessa Daniela Sforza (ricorrente stagione 4), interpretata da Emanuela Grimalda. È una nobile piuttosto snob che si approfitta di Lorenzo, chiamandolo Cantagalli. I due si conoscono quando accompagnano i rispettivi figli in un collegio svizzero. Indagata dal giudice Nicola, compagno di Bambi, i due finiranno per mettersi insieme.

### Altri personaggi
- don Aristide (guest st.1), interpretato da Antonio Barillari, è il prete del paese.
- Ivan (guest st.1), interpretato da Enzo Zelocchi, è l'ex fidanzato di Ludovica, che lo lascia per sposarsi con Alessio; Lorenzo non lo vede di buon occhio.
- Cuoco (guest st.1), interpretato da Stefano Antonucci, è il cuoco del catering incaricato da Lorenzo per il matrimonio di Ludovica
- Pasticcera
- Pasticcera (guest st.1),interpretata da Clelia Piscitello, è incaricata di preparare la torta nuziale per il matrimonio di Ludovica
- Sarto (guest st.1), interpretato da Achille Brugnini, è il sarto che prende le misure a Lorenzo per l'abito che dovrà indossare al matrimonio di Ludovica
- Amica Ludovica (ricorrente st.1), interpretata da Michela Coppa, è un'amica di Ludovica
- Prof. Luigi Speroni (guest st.1), interpretato da Luca Sandri, è un cardiologo che tiene in cura Alberto dopo l'infarto avuto in tribunale mentre era in corso il processo di separazione tra Ludovica e Alessio.
- Insegnante Acquagym (guest st.1), interpretata da Ilaria Spada, è un'istruttrice di acquagym. È la seconda donna con cui Alessio tradisce Ludovica, in Sardegna.
- Max (guest st.2), interpretato da Andrea Lupo, amico di Antonio Esposito, è un disoccupato tuttofare che è in vacanza in Spagna con il suo amico Antonio, dove Ludovica ed India sono a fare un servizio fotografico come modelle.
- Maggie (ricorrente st.2), interpretata da Jessica Polsky, ragazza americana conosciuta da Ludovica e India sul set fotografico durante il loro soggiorno in Spagna.
- Moglie di Roby (guest st.2), interpretata da Elisabetta Pellini, è la ex moglie di Roby, il fidanzato di Ludovica, che poi lascia quest'ultima proprio per tornare con la moglie.
- Nando "Nandino" (guest st.2), interpretato da Lorenzo Federici, è un amico di Lauretta, conosciuto al matrimonio tra Adriano e Lisa; è il figlio di un ex lavorante del Sudafrica di Alberto.
- Tony Bianchi (ricorrente st.2), interpretato da Luis Molteni, è l'agente segreto ingaggiato da Margherita, Lorenzo, Tilly, Alberto e Simonetta per cercare Peppino che è scappato con l'eredità dello zio.
- Antonio Di Marmo (guest st.2), interpretato da Ninni Bruschetta, è un uomo che impersona il pubblico ministero della Procura di Roma in un incubo che ha fatto Lorenzo quando rischiava di essere accusato nel quale si trova in carcere con quest'uomo che lo minaccia che lo fa rimanere in galera a pane e acqua.
- Achille Buonamici (guest st.2), interpretato da Gianfranco Barra, è un critico culinario della rivista "Salmone rosso" che si infiltra in incognito al ristorante Miralago camuffandosi con una parrucca ed un paio di baffi finti per giudicare la qualità del ristorante creando non pochi guai ed equivoci a Lorenzo e ad Alberto.
- Ciro (ricorrente st.2), interpretato da Ciro Capano, è un lontano parente acquisito di Peppino, che successivamente si rivelerà essere un omicida evaso dal carcere, per cui gli chiederà rifugio presso casa sua all'insaputa della moglie ma verrà rintracciato e arrestato dalla polizia. Una volta rievaso, per vendicarsi di Peppino, appiccherà un incendio al ristorante Miralago, distruggendolo.
- Prof. Mozart (ricorrente st.2), interpretato da Vernon Dobtcheff, è il severissimo direttore della clinica austriaca dove Lorenzo, Tilly, Alberto e Simonetta si fanno ricoverare con l'intento di dimagrire. Dopo che i quattro hanno trasgredito le regole abbuffandosi di dolci a causa della rigida dieta, verranno espulsi dallo stesso direttore.
- Kutuzov (ricorrente st.2), interpretato da Marcello Catalano, è un dirigente russo di San Pietroburgo di una grossa multinazionale che viene salvato dalle grinfie di un killer da Lorenzo, Alberto e Peppino. Come ricompensa per avergli salvato la vita, il magnate russo offre a loro un posto nella sua società. Alla fine verrà arrestato per frode e associazione a delinquere lasciando i tre soci in grossi guai giudiziari.
- Moira (st. 2), interpretata da Francesca Ceci, è la sexy e provocante segretaria della Dominici SpA che finirà per sedurre Alberto e i suoi figli pur di fare carriera. Tenterà di farsi assumere anche da Peppino alla Kutuzov Italia, ma verrà cacciata dal suo ex-datore di lavoro immediatamente per evitare che distrugga anche il matrimonio del napoletano.
- Miccolis (st. 2), interpretato da Diego Verdegiglio, viene incaricato da Adriano come firmatario dell'azienda , il quale provocherà il fallimento della Dominici SpA
- Avv. Kostantinos (st. 2), interpretato da Orazio Stracuzzi, collega greco dell'avvocato Tigre, di cui può essere considerato la sua controparte.
- Marchese (st. 2), interpretato da Guido Cerniglia, nuovo vicino di casa dei Fumagalli, vedovo e di famiglia nobile (che poi si rivelerà essere un imbroglione e truffatore), che cerca di corteggiare Margherita dopo che quest'ultima viene lasciata da Peppino, fuggito all'estero coi soldi dell'eredità ricevuta.
- Autista Rolls Royce (st. 2), interpretato da Bruno Conti. Accompagna Ludovica e Lorenzo nel giorno del matrimonio della ragazza.
- Sindaco del Chianti (st. 2), interpretato da Giuliano Ghiselli, è il sindaco che celebra il matrimonio civile tra Ludovica e Francesco.
- Guido (st. 2), interpretato da Pietro Ghislandi, è il fornitore di DVD del negozio di Lorenzo, il quale consiglierà a Tilly una maggiore scorta in magazzino dei DVD, rivelandosi di fatto una mossa sbagliata che per via di una mal gestione di Tilly porterà al fallimento del negozio per debiti.
- Mancini (st. 2), interpretato da Giuseppe Antignati, collega dell'agenzia assicurativa dove lavora Peppino Esposito.
- Rider (st. 2), interpretato da Andrea Perroni. È il ragazzo che consegna le pizze a Lorenzo e Alberto durante il loro soggiorno nel residence di Roma.
- Alex (st. 3), interpretato da Stefan Bendula. È il fidanzato di Ramona Popescu, la colf rumena della famiglia Fumagalli.
- Felicitè (st. 3), interpretata da Felicitè Mbezelè, è la tata dei Fumagalli anche se solo per un giorno; è africana.
- Il lavorante dell'agenzia di viaggi (st. 3), interpretato da Giovanni Battezzato, si occupa del viaggio in Scozia di Lorenzo.
- Giacomo (st. 3), interpretato da Fabio Ghidoni, è un compagno universitario di Tilly, innamorato di Silvia.
- Silvia (st. 3),  interpretata da Flavia Fano, è una compagna universitaria di Tilly.
- Ursula (st. 3),  interpretata da Gabriele Schuchter è stata la prima fidanzata di Lorenzo; lui e Tilly la vanno a trovare quando quest'ultima vuole far recuperare la memoria a Lorenzo, pensando di averla persa.
- Hans, marito di Ursula (st. 3), interpretato da Werner Prinz prende subito in amicizia Lorenzo; è spesso ubriaco.
- Gioannachille Ponzoni (st. 3), interpretato da Max Pisu, è un uomo appassionato della Thailandia; è un quarantacinquenne; è ricco e viene utilizzato da Alberto e Peppino per farlo innamorare con la thailandese che si è invaghita di Alberto.
- Medico (guest st.3), interpretato da Roberto Della Casa, è il dottore che visita Lorenzo durante il suo apparente stato di amnesia.
- Suora (guest st.3), interpretata da Maria Cristina Maccà, è la suora ostetrica veneta missionaria in India che assiste al parto di Lucia, la quarta figlia di Lorenzo e Tilly
- Receptionista Jacques (guest st.3), interpretato da Jacques Stany, è il responsabile receptionista dell'hotel parigino dove alloggiano Lorenzo, Alberto e Peppino.
- Parlamentare di destra (guest st.4), interpretato da Fabio Farronato, lavora con Lorenzo a Montecitorio.
- Parlamentare di sinistra (guest st.4), interpretato da Orfeo Orlando, lavora con Lorenzo a Montecitorio.
- Tamara Cascioli (ricorrente st.4), interpretata da Giulia Montanarini, è una ragazza di cui di è invaghito Oscar, l'autista di Lorenzo quando faceva l'onorevole a Roma.
- Editore (guest st.4), interpretato da Paolo Paoloni, è un editore che dopo aver ascoltato le favole di Sognolino raccontate da Tilly, le consiglia di dedicarsi alla carriera di scrittrice di favole per bambini
- Gherardo della Ghirlandaia (guest st.4), interpretato da Pierfrancesco Poggi, è un cugino di Simonetta, che poi si rivelerà un delinquente.
- Escort (guest st.4), interpretata da Alexandra Filotei, è una delle tre escort ingaggiate dai due parlamentari colleghi di Lorenzo.
- Paparazzo (guest st.4), interpretato da Roberto Brunetti, ricatta Lorenzo, Alessio ed altri due parlamentari con foto e filmini.
- Gioannachille Fumagalli (guest st.4), interpretato da Franco Maino, è lo zio di Lorenzo, fratello del padre Umberto che, prima di morire, gli confida di avere un fratello, Bebo.
- Donna delle pulizie (guest st.4), interpretata da Lucia Guzzardi, è la donna delle pulizie che lavora per il paparazzo che ricatta Lorenzo.
- Maresciallo dei Carabinieri (guest st.4), interpretato da Mimmo Mignemi, è il Maresciallo che incombe in alcune peripezie di Lorenzo durante il suo soggiorno a Roma come Onorevole. Ricomparirà nell’ultima scena della serie con la moglie Carmelina e i quattro figli Domenico, Rosario, Tancredi e Tanuzzo, i quali simpatizzeranno brevemente con le quattro figlie di Lorenzo.
- Ministro (guest st.4), interpretato da Carlo Cartier.
- Guardiano (guest st.4), interpretato da Big Jimmy, è il guardiano di Villa Fumagalli quando quest'ultima viene affittata, tramite uno scambio alla pari, a dei norvegesi da parte di Alberto e Peppino a insaputa di Lorenzo e Tilly, proprio per ripicca nei confronti del consuocero.
- Prozia di Lorenzo (guest st.4), interpretata da Mirella Falco, è la prozia di Lorenzo che assiste lo zio Gioannachille.
- Magda (st. 4), è la domestica di Bebo, il fratello di Lorenzo.
- Amante di Bebo (ricorrente st.4), interpretata da Cinzia Molena.
- Ingrid, la hostess collega di Ludovica (ricorrente st.4), interpretata da Sascha Zacharias, diventa amica di Ludovica; tradisce il marito quando è lontana da casa. Ha diversi amanti e ha una breve relazione con Francesco, il marito di Ludovica.
- Madre di un fan di Tilly (guest st.4), interpretata da Marina Perzy, conosce Tilly in una delle presentazioni del suo libro Sognolino 3; sua figlia si chiama Clotilde detta Clo, ma si fa chiamare anche lei Tilly.